# بیتسکه ویسر
بیتسکه ویسر (به انگلیسی: Beitske Visser) زاده ۱۰ مارس ۱۹۹۵) یک راننده حرفه ای اتومبیلرانی اهل کشور هلند است.  او در سری های کارت، تک سرنشین، جی تی و خودروهای پروتوتایپ مسابقه داده است.

## کارتینگ
ویسر متولد شهر درونتن، هلند است او کارتینگ را در سال ۲۰۰۷ شروع کرد و در مسابقات قهرمانی اروپایی و بین‌المللی مختلف مسابقه داد، او از رده‌های نوجوانان تا سال 2011 به رده KZ1 (کلاس بنده راننده های کارتینگ ۱۵ سال به بالا) رفت، زمانی او در این کلاس در مسابقات قهرمانی اروپا به مقام دهم رسید.